# جورجي فاسيليف (لاعب كرة قدم)
جورجي فاسيليف (بالبلغارية: Георги Василев)‏ هو مدرب كرة قدم ولاعب كرة قدم بلغاري في مركز الوسط، ولد في 9 أغسطس 1946 في بلاغويفغراد في بلغاريا. شارك مع منتخب بلغاريا لكرة القدم. أما مع النوادي، فقد لعب مع او في سي سليفن 2000.

## وصلات خارجية
- جورجي فاسيليف (لاعب كرة قدم) على موقع قاعدة بيانات كرة القدم.إي يو (الإنجليزية)
- جورجي فاسيليف (لاعب كرة قدم) على موقع عالم كرة القدم.نت (الإنجليزية)